# Synargis soranus
Synargis soranus is een vlindersoort uit de familie van de prachtvlinders (Riodinidae), onderfamilie Riodininae.
Synargis soranus werd in 1781 beschreven door Stoll.